# Babiito
Babiito (Plural, auch Babito) ist der Name der jahrhundertealten Dynastie der ugandischen Königreiche Bunyoro und Toro. Der Singular Mubito bezeichnet einen König oder ein Mitglied eines Babito-Clans.

## Hintergrund
Die Babiito-Dynastie gilt als Nachfolgerin der legendären Batembuzi-Dynastie und der späteren Bachwezi-Dynastie. Der Überlieferung nach geht sie ursprünglich auf einen Omukama von Bunyoro-Kitara, Isingoma Mpuga Rukidi I., zurück, der über Bunyoro im 15. Jahrhundert geherrscht haben soll. Heute (2006) stellt die Babiito-Dynastie von Bunyoro den 27. Omukama aus ihren Reihen. 
Die Babiito-Dynastie löste die Dynastie der Bachwezi ab. Ihre Entstehung stand ursprünglich wahrscheinlich mit einer Invasion der Luo in Verbindung, worauf Namen in den königlichen Familien hindeuten, die direkte Äquivalente in der Sprache der Luo haben. Solche Namen sind z. B. Olimi, Oyo, Winyi, Achaki (mit den Luo-Entsprechungen Olum, Oyo, Owiny und Acak).
Babiito heißen auch mehrere Clans im ugandischen Königreich Buganda: Babiito-Kibulala, Babiito-Kiziba, Babiito-Kkooki.